# The Rolling Stones (album)
The Rolling Stones je debutové album rockové kapely The Rolling Stones vydané v dubnu 1964. O měsíc později vyšlo album také ve Spojených státech pod jménem England's Newest Hit Makers, přičemž došlo výměně několika písní.
Album dosáhlo obrovského úspěchu a na britském žebříčku se dvanáct týdnů drželo na prvním místě. Ve Spojených státech se England's Newest Hit Makers umístilo na jedenáctém místě.
Na albu The Rolling Stones je Keith Richards označen jako Keith Richard, přičemž „s“ si ze svého příjmení vypouštěl až do roku 1978.
První album Rolling Stones se řadí mezi nejlepší bluesové a R&B debuty všech dob. Tvoří ho sice převážně převzaté písně z přelomu 50. a 60. let, jejich kytarové podání je však učinilo atraktivnější pro mladé britské publikum. Platí to jak pro rock & rollovou klasiku typu "Route 66" či "Carol" Chucka Berryho, tak svižnou " I Just Want to Make Love to You" nebo pomalejší bluesové záležitosti "I'm a King Bee" a "Walking the Dog". První vlaštovkou budoucí úspěšné skladatelské spolupráce dua Jagger-Richards je píseň "Tell Me", ale i "Little by Little", na jejímž vzniku se podílel také zbytek kapely spolu s producentem Philem Spectorem. Na rozdíl od americké verze tohoto LP, které vyšlo za oceánem o šest týdnů později, zde chybí první velký britský hit Stounů Not Fade Away, místo nějž byla zařazena předělávka písně Bo Diddleyho "Mona (I Need You Baby)".

## Seznam skladeb (britská verze)
1. "Route 66" (Bobby Troup) – 2:20
2. "I Just Want to Make Love to You" (Willie Dixon) – 2:17
3. "Honest I Do" (Jimmy Reed) – 2:09
4. "I Need You Baby (Mona)" (Bo Diddley) – 3:33
  - Vynecháno na albu England's Newest Hitmakers a tam nahrazeno skladbou „Not Fade Away“
5. "Now I've Got a Witness (Like Uncle Phil and Uncle Gene)" (Nanker Phelge) – 2:29
6. "Little by Little" (Nanker Phelge, Phil Spector) – 2:39
7. "I'm a King Bee" (James Moore) – 2:35
8. "Carol" (Chuck Berry) – 2:33
9. "Tell Me (You're Coming Back)" (Mick Jagger, Keith Richard) – 3:48
10. "Can I Get a Witness" (Brian Holland, Lamont Dozier, Eddie Holland) – 2:55
11. "You Can Make It if You Try" (Ted Jarrett) – 2:01
12. "Walking the Dog" (Rufus Thomas) – 3:10

## Seznam skladeb (americká verze)
1. "Not Fade Away" (Buddy Holly, Norman Petty) – 1:48
  - Nahradilo „I Need You Baby (Mona)“ z britské edice
2. "Route 66" – 2:20
3. "I Just Want to Make Love to You" – 2:17
4. "Honest I Do" – 2:09
5. "Now I've Got a Witness (Like Uncle Phil and Uncle Gene)" – 2:29
6. "Little by Little" – 2:39
7. "I'm a King Bee" – 2:35
8. "Carol" – 2:33
9. "Tell Me (You're Coming Back)" – 3:48
10. "Can I Get a Witness" – 2:55
11. "You Can Make It if You Try" – 2:01
12. "Walking the Dog" – 3:10